# Шелковська
Шелковська (чеч. Шелковски) — станиця, адміністративний центр Шелковського району Чеченської республіки.

## Історія
Назва станиці походить від шовкового заводу, який заснував в 1718 році на річці Терек вірменський купець Сафар Васильєв. Навколо заводу виникло грузино-вірменське поселення, що стало потім станицею Шелковською.

## Транспорт
Шелковська розташована на трасі Р 262 Ставрополь — Крайновка; східніше знаходиться Гребенський міст через Терек, який пов'язує Шелковський район з Хасав'юртівським районом Дагестану. У станиці розташована залізнична станція Шелковська Північно-Кавказької залізниці.

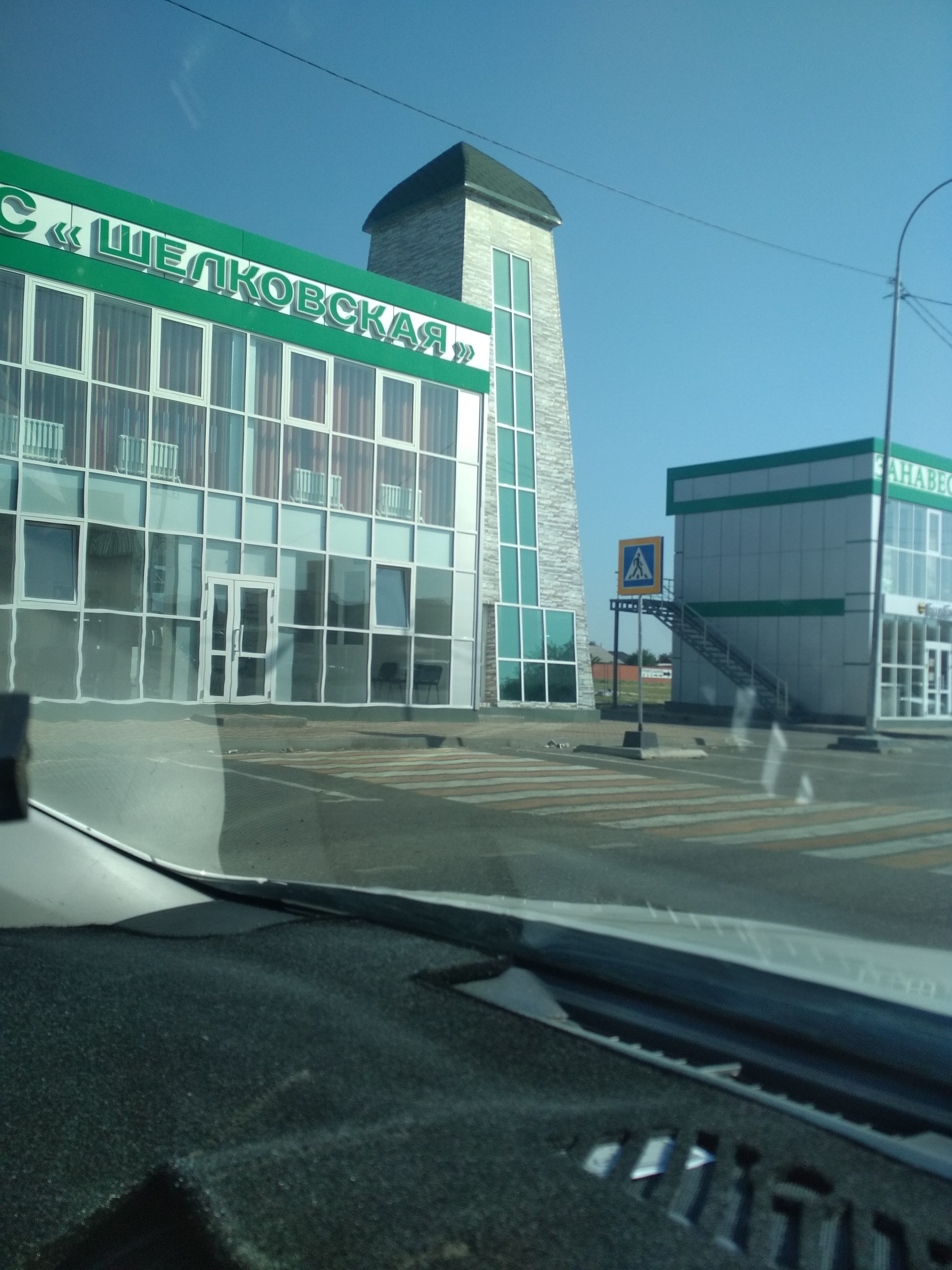
Автостанція

## Галерея

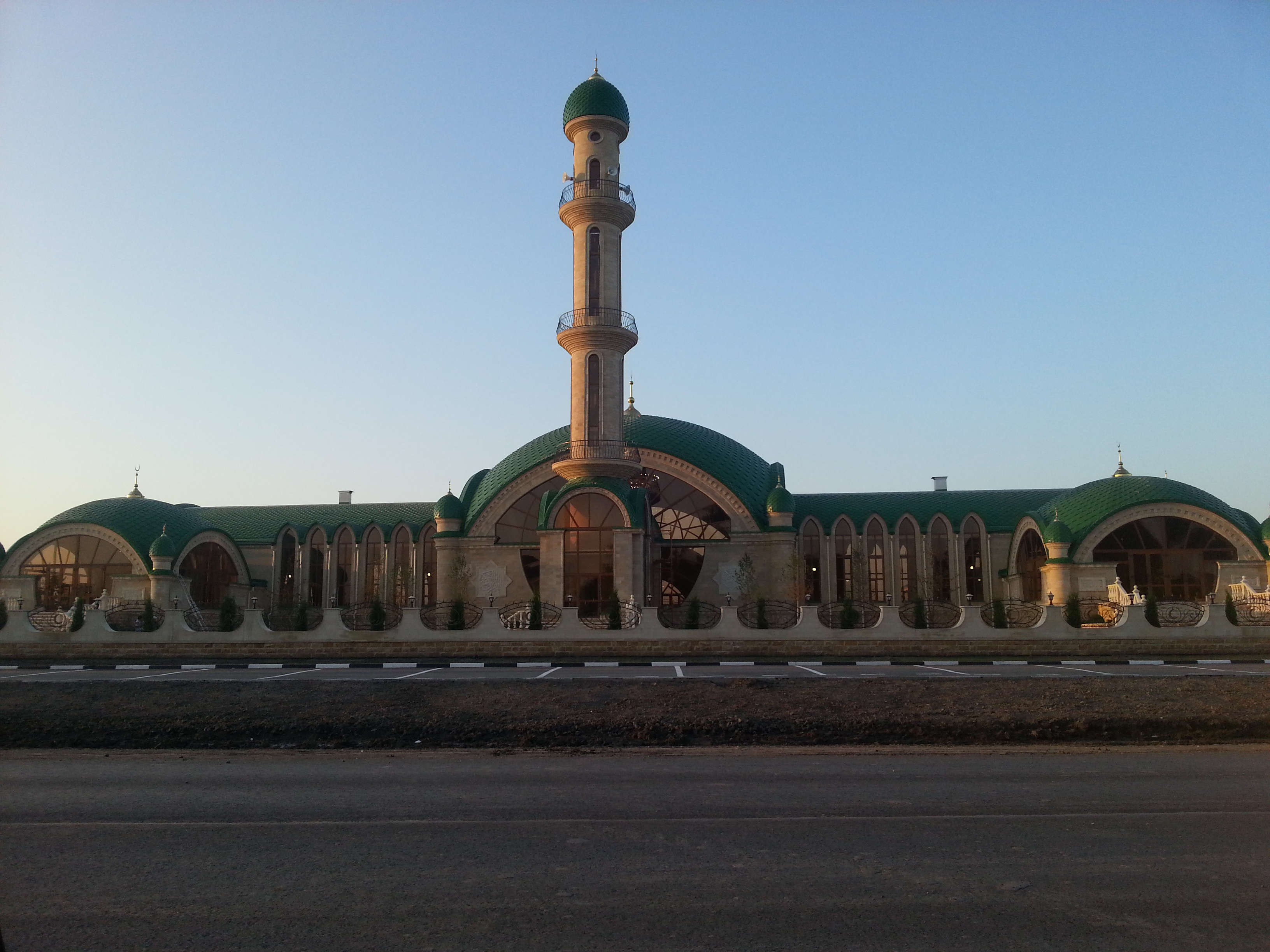
Мечеть